# مسجد الشهيد رائد العطار
بني مَسْجِدُ الشَّهِيدِ رَائِدٍ العَطَّارِ في غرب رفح الفلسطينية سنة 1438 هـ (2017 مـ) ودمّره الاحتلال الإسرائيلي يوم 21 ربيع الأول 1446 (25 شتنبر 2024). فتح المسجد أبوابه ظهر يوم الجمعة 27 جمادى الأولى 1438 (24 فبراير 2017) وحضر افتتاحه كثير من وجوه وأعلام قطاع غزة منهم إسماعيل هنية وخليل الحية.